# Orthocentrus orbitator
Orthocentrus orbitator är en stekelart som beskrevs av Aubert 1963. Orthocentrus orbitator ingår i släktet Orthocentrus och familjen brokparasitsteklar. Inga underarter finns listade i Catalogue of Life.